# シグナス森林鉄道

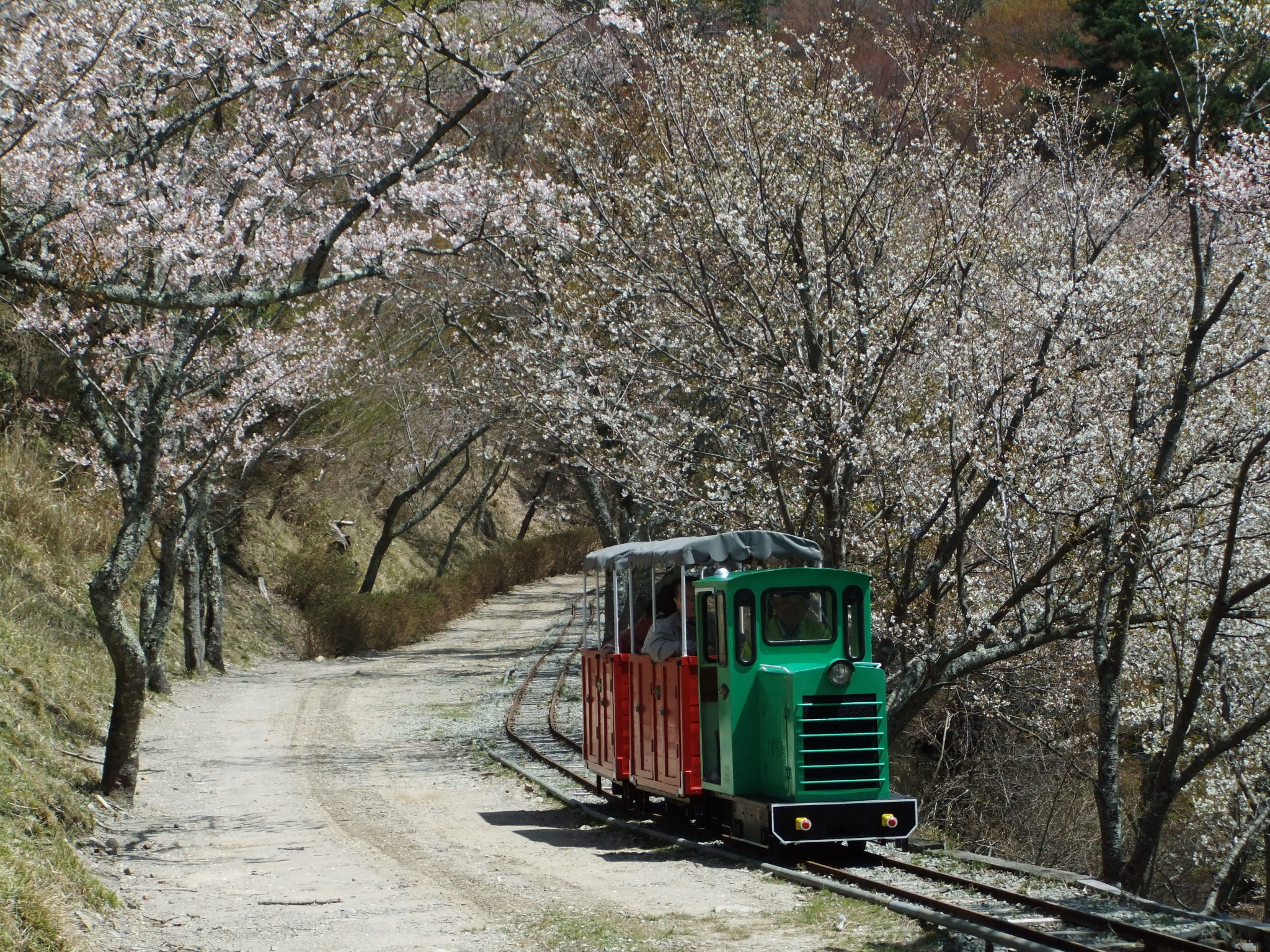
桜並木の中を走るシグナス森林鉄道

シグナス森林鉄道（シグナスしんりんてつどう）とは、妙見山中腹にある妙見の森ふれあい広場（2013年に妙見の水広場から改称）で能勢電鉄が運行していた小さな観光遊覧鉄道線（トロッコ列車）。鉄道事業法などによる鉄道ではない。2001年5月に暫定開業し、同年7月から正式に運行を開始した。
鉄道および駅の名称は、能勢妙見山に伝わる北極星信仰から、北天の代表的な星座であるはくちょう座（シグナス）にちなんでつけられている。
2021年度は11月27日の運行を最後に冬期休業に入ったが、老朽化などを総合的に判断し、再開されることなく2022年2月に廃止となった。

## 概要

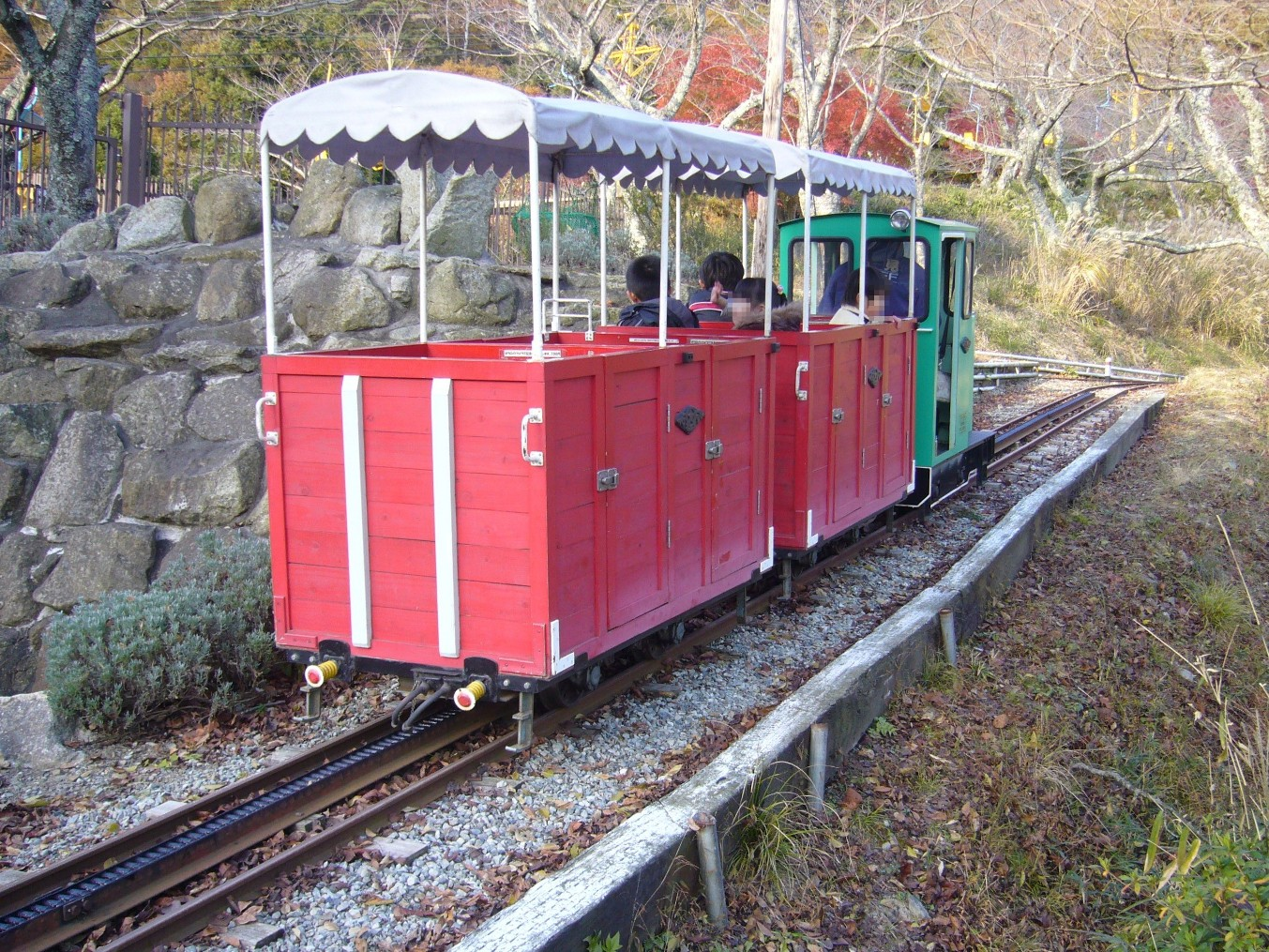
ベガ駅横のラックレール区間

ベガ駅からアルタイル駅間までの340mをバッテリー機関車が2両の客車を牽引して運行した。周遊時間は約10分。軌間は381mm（15インチ）で最高速度は5km/h。列車の折り返しはループ線で行っていた。ベガ駅を出てすぐの所には、10メートル程だけではあるがリッゲンバッハ式のラックレール区間もあり、最大勾配は138‰となっていた。アルタイル駅はループ状の折り返し点に過ぎず、乗客が下車して付近を散策することはできないが、列車は一旦停止するので希望があれば一旦下車して撮影などができるほか、乗客手持ちのカメラで運転手が撮影をしてくれるサービスなどがあった。機関車は能勢電鉄平野工場製。定員8人で時刻表はなく客が満員になり次第出発していた。土・日曜・祝日に運転された（運転時間は各日違う）。
2021年11月より点検のため運休となり、そのまま12月より冬期運休に移行したが、設備の老朽化を理由に2022年2月1日に運行が再開されないまま廃止となった。なお、妙見の森ふれあい広場で運営された「森のカフェあじさい」も2021年12月に閉店した。

## 運賃
- 大人300円（中学生以上）
- 小人200円（3歳以上）

## 廃線後
- ベガ駅跡
- ループ線跡
- アルタイル駅跡
- 廃線跡